# День победы (Эстония)
День победы (эст. Võidupüha) — празднуется в Эстонии 23 июня в ознаменование победы над войсками Прибалтийского ландесвера в ходе Освободительной войны, 23 июня 1919 года. Он отмечался ежегодно с 1934 года по 1939 год и отмечается вновь после восстановления независимости Эстонии с 1992 года.

## Предыстория
Цесисская битва (эст. Võnnu lahing — битва под Вынну) состоялась на севере Латвии, недалеко от города Цесис. Решающая часть битвы произошла в период с 19 по 23 июня 1919 года между эстонскими вооружёнными силами, в состав которых входили и латвийские полки (т. н. Северолатвийская бригада), и войсками прогерманского латвийского правительства Андриевса Ниедры, в состав которых входили Железная дивизия, сформированная из граждан Германской империи, и Прибалтийский ландесвер, состоявший преимущественно из остзейских немцев.
Битва началась ещё 5 июня, с захвата Цесиса немцами, и продолжалась с небольшими перерывами вплоть до 23 июня, когда эстонские и латвийские войска восстановили контроль над городом. Следствием победы при Цесисе стало наступление объединённых войск Эстонии и Латвии на Ригу и её освобождение от немцев. Германские войска покинули Латвию, а Прибалтийский ландесвер перешёл под контроль латвийского правительства.
Победа Эстонии над войсками Ландесвера усилила южную границу Эстонии и дала Латвии возможность укрепиться как независимому государству.

## Празднование Дня победы

### Города проведения парадов
- 1994 Тарту
- 1995 Пярну
- 1996 Нарва
- 1997 Выру
- 1998 Вильянди
- 1999 Валга
- 2000 Хаапсалу
- 2001 Пярну
- 2002 Пылва
- 2003 Йыхви
- 2004 Раквере
- 2005 Пайде
- 2006 Сааремаа (морской парад)
- 2007 Рапла
- 2008 Таллин
- 2009 Йыгева
- 2010 Вильянди
- 2011 Тарту
- 2012 Пярну
- 2013 Хаапсалу
- 2014 Валга
- 2015 Кярдла
- 2016 Выру
- 2017 Раквере
- 2018 Таллин
- 2019 Тарту
- 2020 -
- 2021 Пайде
- 2022 Курессааре
- 2023 Вильянди
- 2024 Нарва